# Oskar Marmorek

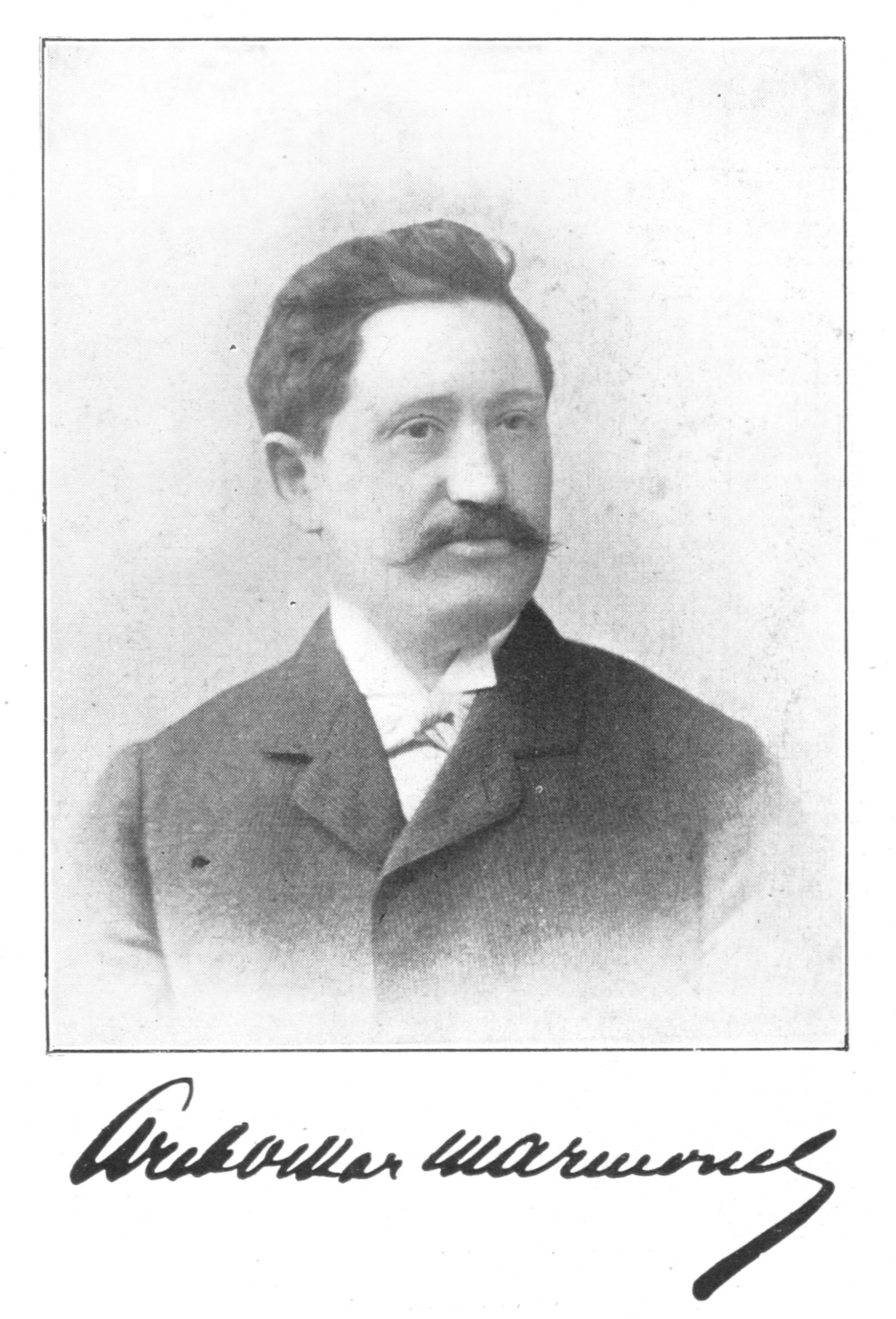
Oskar Marmorek

Oskar Adolf Marmorek (geboren am 9. April 1863 in Peskenstein, Galizien; gestorben am 7. April 1909 in Wien) war ein österreichischer Architekt und Zionist.

## Leben und Wirken
Oskar Marmorek wurde als ältestes von fünf Kindern seiner Eltern in Galizien geboren, seine jüngeren Brüder waren Alexander Marmorek und Schiller Marmorek. Die Familie wechselte einige Male ihren Wohnsitz innerhalb von Galizien, bevor sie 1875 nach Wien zog. Ab 1880 besuchte Oskar Marmorek die Bauschule der Technischen Hochschule Wien, wo unter anderem Karl König und Rudolf Weyr zu seinen Lehrern gehörten. 1887 schloss er sein Studium ab und gewann sofort mit Philipp Herzog einen Architekturwettbewerb für ein Wohnhaus im Cottageviertel. Er wurde Mitglied des Österreichischen Ingenieur- und Architekten-Vereins und begab sich anschließend auf mehrere Reisen.
In Paris arbeitete er 1889 an der Weltausstellung mit, wo ihn die Fontaine Lumineuse, ein farbig beleuchteter Springbrunnen so beeindruckte, dass er im Jahr darauf eine verkleinerte Version für den Wiener Prater entwarf. Damit hatte er einen so großen Erfolg, dass er zu einem der gefragtesten Ausstellungsarchitekten wurde, so zum Beispiel für die Ausstellung Alt-Wien, 1892 ebenfalls im Prater. Im Jahr 1894 nahm er erfolglos an dem Architekturwettbewerb für das Rathaus von Sopron (Ungarn) teil. 1895 wurde er von Gabor Steiner mit der Gestaltung der Ausstellung Venedig in Wien beauftragt, für die er immer wieder wechselnde Gebäude entwarf. Ab diesem Jahr gab er auch die Zeitschrift Neubauten und Concurrenzen in Österreich und Ungarn heraus. Diese Zeitschrift sorgte später für die Verbreitung der Wagner-Schule. Obwohl Marmorek kein Schüler Otto Wagners war, zeigten seine späteren Werke einen ziemlichen Einfluss von Wagner, worüber dieser sehr erfreut war.

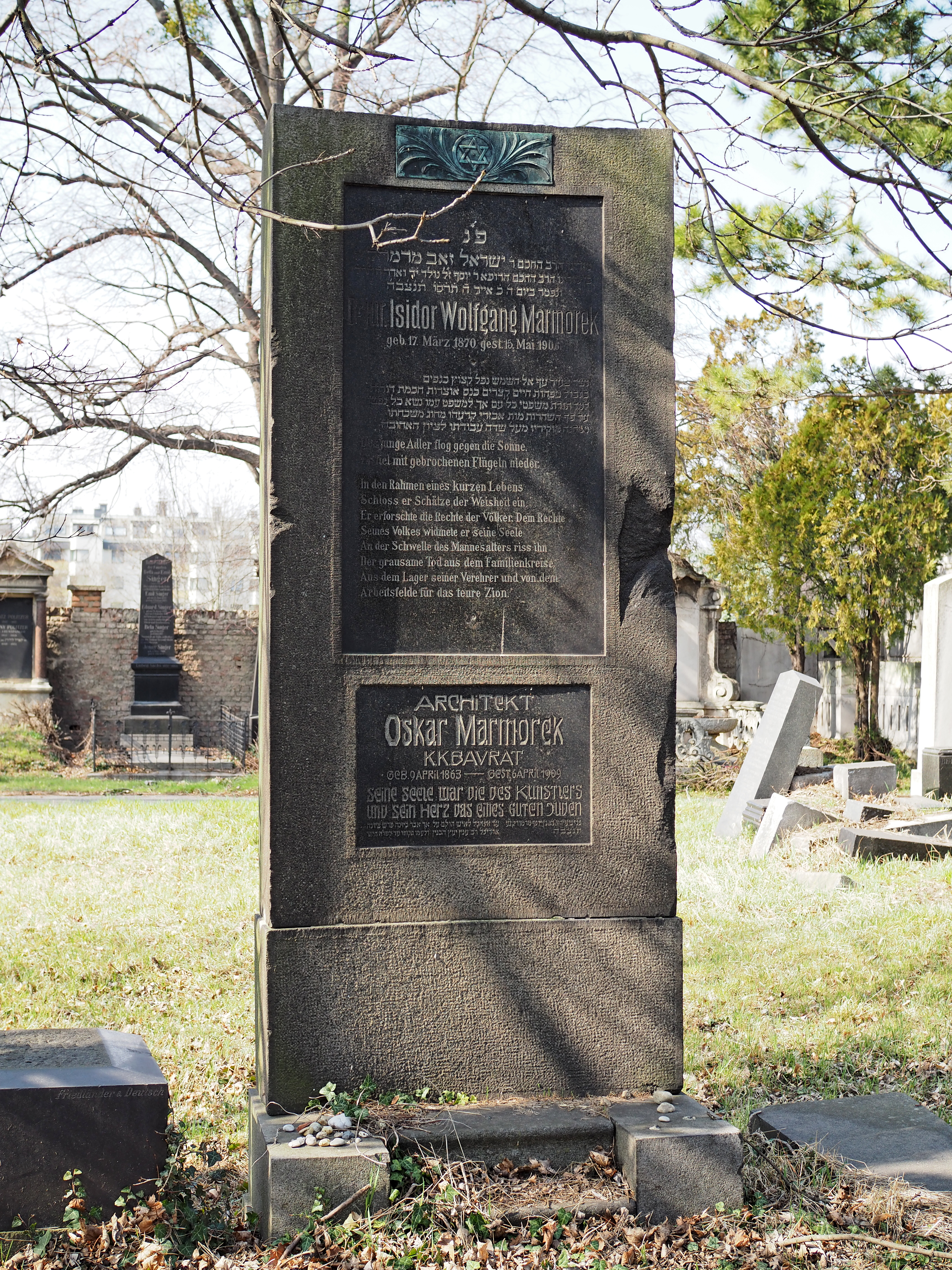
Grab von Oskar Marmorek auf dem Wiener Zentralfriedhof

Ebenfalls 1895 kam es zur ersten Begegnung von Marmorek mit Theodor Herzl. Nach dem Erscheinen des Buchs Der Judenstaat schloss er sich endgültig der zionistischen Bewegung an und wurde zu einem der besten Freunde Herzls, der in ihm noch 1897 „den ersten Baumeister der jüdischen Renaissance“ sah. Herzl bot Marmorek eine ausgedehnte Artikelserie in der neu gegründeten Zeitschrift Welt an. In Herzls Schlüsselroman Altneuland kommen Oskar Marmorek und sein Bruder, der Arzt Alexander Marmorek, als Architekt und Professor Dr. Steineck vor. Nachdem Marmorek 1897 die Malerin Nelly Schwarz (1877–1944) geheiratet hatte, organisierte er mit Herzl und Max Nordau den ersten Zionistenkongress in Basel. Bei den meisten folgenden Kongressen hielt er ein Referat über die Entwicklung des Zionismus in den verschiedenen Teilen der Welt.
1898 erbaute Marmorek für seinen Schwiegervater Julius Schwarz den Nestroyhof in Wien-Leopoldstadt. 1899 beteiligte er sich an der Gründung des Jewish Colonial Trust. 1902 entstand sein bekanntestes Bauwerk, der Rüdigerhof in Margareten. 1903 nahm er an der El-Arisch-Expedition teil, die die Eignung dieses Gebietes auf der Sinai-Halbinsel für Siedlungszwecke erforschen sollte. Das Ergebnis war aber negativ. In der Folge bot das Vereinigte Königreich ein Gebiet in Uganda an. Dies führte zur Spaltung der zionistischen Bewegung in die „Altzionisten“, die diesen Plan prüfen wollte und den radikalen „Jungzionisten“, die ein Gebiet außerhalb Palästinas nicht akzeptierten. Marmorek zählte dabei zu den Altzionisten. Obwohl Herzl ihn für alle architektonischen Frage im Bezug auf den Zionismus für zuständig erklärte, gefiel ihm Marmoreks Plan für ein Kongresshaus in Basel überhaupt nicht, sodass er einen eigenen Entwurf zeichnete.
Marmorek wurde zwar in den Vorstand der damals von Assimilanten dominierten Kultusgemeinde gewählt, doch die Konflikte mit den Jungzionisten, der Tod von Herzl und anderen Weggefährten und gesundheitliche Probleme verstärkten seine schon vorhandenen Depressionen. 1909 erschoss er sich beim Grab seines Vaters auf dem Wiener Zentralfriedhof, wo sich heute auch sein Grab befindet (alter Israelitischer Teil, 1. Tor; Gruppe 20, Reihe 17b, Nr. 5)

## Werke
| Foto |                 | Baujahr   | Name | Standort                                                                                       | Beschreibung | Metadaten                                                           |
| ---- | --------------- | --------- | --- | ---------------------------------------------------------------------------------------------- | --- | ------------------------------------------------------------------- |
|      | Datei hochladen | 1890      | Villa Wrchovszky in Grinzing                                                                                               | Wien 19                                                                                        | Anmerkung: | P84(Architekt): P131(Ort):                                          |
|      | Datei hochladen | 1892      | Ausstellung Alt Wien | Prater, Wien 2                                                                                 | zerstört Tonhalle und Schattentheater „Alt Wien“ (Der Hohe Markt vor der zweiten Türkenbelagerung); Tonhalle und Schattentheater für die Internationale Musik- und Theaterausstellung | P84(Architekt): P131(Ort):                                          |
|      | Datei hochladen | 1894      | „Internationales Dorf“ für die Ausstellung für Volksernährung, Armeeverpflegung, Rettungswesen und Verkehrsmittel          | Wien                                                                                           | zerstört Anmerkung: Wettbewerbsentwurf mit dem 1. Preis ausgezeichnet | P84(Architekt): P131(Ort):                                          |
|      | Datei hochladen | 1895      | Villa | Löver krt., Sopron, Ungarn                                                                     | | P84(Architekt): P131(Ort):                                          |
| BW   | Datei hochladen | 1895      | Villa Goldberger | Unterach am Attersee, OÖ Standort                                                              | | P84(Architekt): P131(Ort):                                          |
| ja   | Datei hochladen | 1895      | Vergnügungsetablissement Venedig in Wien                                                                                   | Wien 2                                                                                         | zerstört Anmerkung: zwischen Ausstellungsstraße und Prater-Hauptallee | P84(Architekt): P131(Ort):                                          |
|      | Datei hochladen | 1896      | Villa Ludwig Egyedi | Budapest, Ungarn                                                                               | | P84(Architekt): P131(Ort):                                          |
| ja   | Datei hochladen | 1896      | Palais Arthur Egyedi · Wikidata                                                                                            | Benczúr Gyula utca 27, Budapest, Ungarn Standort                                               | | P84(Architekt):Oskar Marmorek P131(Ort):Terézváros Region-ISO:HU-BU |
| ja   | Datei hochladen | 1896      | „Ös-Budavara“ (Nachbildung der alten Ofener Burg) und Pavillon der AG Dynamit Nobel für Millenniumsausstellung in Budapest | Budapest, Ungarn                                                                               | zerstört | P84(Architekt): P131(Ort):                                          |
| ja   | Datei hochladen | 1896      | „Fontaine lumineuse“ | Budapest, Ungarn                                                                               | zerstört | P84(Architekt): P131(Ort):                                          |
|      | Datei hochladen | 1897      | Rundgemälde-Gebäude (Panorama) im Prater                                                                                   | Wien 2                                                                                         | zerstört | P84(Architekt): P131(Ort):                                          |
| ja   | Datei hochladen | 1897–1898 | Zubau zum Sanatorium | Zlatna Hory, Tschechien Standort                                                               | | P84(Architekt): P131(Ort):                                          |
| ja   | Datei hochladen | 1898      | Wohn- und Geschäftshaus „Nestroy-Hof“ HERIS-ID: 8534 Objekt-ID: 4489                                                       | Wien 2, Nestroyplatz 1 Standort                                                                | → Hauptartikel : Nestroyhof f1 | P84(Architekt):Oskar Marmorek P131(Ort):Wien Region-ISO:AT-9        |
|      | Datei hochladen | 1898      | Pavillons für die Unternehmen Scheffel und Berger Volk & Cie. auf der Kaiser-Jubiläums-Ausstellung im Prater               | Wien 2                                                                                         | zerstört | P84(Architekt): P131(Ort):                                          |
|      | Datei hochladen | 1900      | Villen | Wien 18, Lannerstraße 28 und 30 Standort                                                       | verändert Anmerkung: (verändert) | P84(Architekt): P131(Ort):                                          |
|      | Datei hochladen | 1900      | Grabmal für Dr. Josef Marmorek                                                                                             | Zentralfriedhof, Wien 11                                                                       | | P84(Architekt): P131(Ort):                                          |
| ja   | Datei hochladen | 1900      | Beleuchtung und Dekoration des „Haas-Hauses“                                                                               | Wien 1, Stock-im-Eisen-Platz Standort                                                          | zerstört Anlässlich des 70. Geburtstags Kaiser Franz-Josephs I. | P84(Architekt): P131(Ort):                                          |
| ja   | Datei hochladen | 1902      | Wohn- und Geschäftshaus „Rüdiger-Hof“ HERIS-ID: 10390 Objekt-ID: 6444                                                      | Wien 5, Hamburgerstraße 20 Standort                                                            | Anmerkung: ehem. Wienstraße 28 | P84(Architekt):Oskar Marmorek P131(Ort):Margareten Region-ISO:AT-9  |
| ja   | Datei hochladen | 1902      | Wohn- und Geschäftshaus | Wien 6, Windmühlgasse 30 Standort                                                              | | P84(Architekt):Oskar Marmorek P131(Ort):Wien Region-ISO:AT-9        |
| ja   | Datei hochladen | 1902      | Wohn- und Geschäftshaus HERIS-ID: 13382 Objekt-ID: 9561                                                                    | Wien 6, Windmühlgasse 32 Standort                                                              | | P84(Architekt):Oskar Marmorek P131(Ort):Mariahilf Region-ISO:AT-9   |
| ja   | Datei hochladen | 1904      | Grab Theodor Herzl | Döblinger Friedhof Standort                                                                    | | P84(Architekt): P131(Ort):                                          |
| ja   | Datei hochladen | 1904      | Mietvilla | Wien 2, Böcklinstraße 59 Standort                                                              | | P84(Architekt): P131(Ort):                                          |
| BW   | Datei hochladen | 1904      | Miethaus | Wien 7, Lindengasse 4 Standort                                                                 | | P84(Architekt): P131(Ort):                                          |
| BW   | Datei hochladen | um 1904   | Miethaus | Wien 9, Säulengasse 7 / Dreihackengasse 6 Standort                                             | | P84(Architekt): P131(Ort):                                          |
| ja   | Datei hochladen | 1905      | Miethaus „Zu den 3 Lerchen“                                                                                                | Wien 8, Lerchengasse 3–5 Standort                                                              | | P84(Architekt): P131(Ort):                                          |
| ja   | Datei hochladen | 1905      | Miethaus | Wien 2, Floßgasse 4 Standort                                                                   | Anmerkung: 1956 vereinfacht wiederaufgebaut | P84(Architekt): P131(Ort):                                          |
| ja   | Datei hochladen | 1905–1906 | Wohn- und Fabrikgebäude HERIS-ID: 30669 Objekt-ID: 27427                                                                   | Wien 7, Schottenfeldgasse 65 Standort                                                          | | P84(Architekt): P131(Ort):Neubau Region-ISO:AT-9                    |
| BW   | Datei hochladen | 1905      | Umbau des Leopoldstädter Tempels                                                                                           | Standort                                                                                       | → Hauptartikel : Leopoldstädter Tempel f1 | P84(Architekt): P131(Ort):                                          |
| ja   | Datei hochladen | 1906      | Wohn- und Bürohaus | Wien 8, Florianigasse 4 / Wickenburggasse 8 Standort                                           | | P84(Architekt): P131(Ort):                                          |
| ja   | Datei hochladen | 1906      | Hochstrahlbrunnen, Umbau zur Fontaine lumineuse                                                                            | Standort                                                                                       | Anmerkung: Bei azw unter 1890 und zerstört angeführt | P84(Architekt): P131(Ort):                                          |
| BW   | Datei hochladen | 1906      | Wohn- und Geschäftshaus-Gruppe                                                                                             | Wien 17, Hernalser Hauptstraße 182, 184, 186, 188 und Dr.Josef-Resch-Platz 1, 3 und 4 Standort | Anmerkung: Haus Hernalser Hauptstraße 184 total umgebaut; Haus Dr.-Josef-Resch-Platz 1 abgerissen                                                                                     | P84(Architekt): P131(Ort):                                          |
| ja   | Datei hochladen | 1906–1908 | Miethaus | Wien 19, Gebhardtgasse 6–8 Standort                                                            | | P84(Architekt): P131(Ort):                                          |
| ja   | Datei hochladen | 1907      | ehem. Ritualbad für die Kultusgemeinde „Mikwah“                                                                            | Wien 2, Floßgasse 14 Standort                                                                  | zerstört Anmerkung: Putzdekor abgeschlagen | P84(Architekt): P131(Ort):                                          |
| ja   | Datei hochladen | 1908      | Miethaus | Wien 6, Stumpergasse 14 Standort                                                               | | P84(Architekt): P131(Ort):                                          |
| ja   | Datei hochladen | 1908      | Mietvilla | Wien 2, Böcklinstraße 61 Standort                                                              | Anmerkung: ehem. Valeriestraße 23, Fassadendekor teilweise abgeschlagen | P84(Architekt): P131(Ort):                                          |
| ja   | Datei hochladen | 1908      | Mietvilla | Wien 2, Böcklinstraße 63 Standort                                                              | Anmerkung: ehem. Valeriestraße 25, Fassadendekor abgeschlagen | P84(Architekt): P131(Ort):                                          |
| ja   | Datei hochladen | 1909      | Wohn- und Fabrikgebäude | Wien 18, Mitterberggasse 11 Standort                                                           | Anmerkung: verändert und 1986–1988 zum Wohnhaus umgebaut | P84(Architekt): P131(Ort):                                          |